# Hier liegt ein tapferer Englischer Krieger
Hier liegt ein tapferer Englischer Krieger (niem. „tu spoczywa nieustraszony angielski wojownik”) – drewniany krzyż postawiony przez niemieckich żołnierzy w 1918 na grobie nieznanego australijskiego żołnierza, który zginął w okolicach Dernancourt w czasie niemieckiej ofensywy I wojny światowej znanej jako Kaiserschlacht. Obecnie znajduje się w zbiorach australijskiego muzeum Australian War Memorial.

## Tło historyczne
21 marca 1918 wojska niemieckie rozpoczęły tzw. Wiosenną Ofensywę, znaną też jako Kaiserschlacht (bitwa Kaisera), która ostatecznie zakończyła się niepowodzeniem, ale w trakcie której doszło do jednych z najcięższych walk na froncie zachodnim w czasie I wojny światowej.
W ramach ofensywy 5 kwietnia w okolicach Dernancourt doszło do starcia atakujących oddziałów niemieckich z 50. Reserve-Division z broniącymi tych terenów australijskimi oddziałami 47 i 48 Batalionu. 48 Batalion został prawie okrążony, ale udało mu się oderwać od nieprzyjaciela i wycofać w kierunku własnych linii tracąc przy tym 22 żołnierzy.

## Krzyż
Okolice Dernancourt zostały odbite przez wojska alianckie siedem miesięcy później. Na brzegu jaru, który stanowił ostatnią linię obrony 48 Batalionu odnaleziono dwa małe, drewniane krzyże postawione przez niemieckich żołnierzy. Na jednym z krzyży widniał napis w języku niemieckim Hier liegt ein tapferer Englischer Krieger („tu leży nieustraszony angielski wojownik”).
Obecnie krzyż znajduje się w zbiorach Australian War Memorial, na jego miejsce na grobie nieznanego żołnierza wzniesiono inny krzyż. Według historyka Charlesa Beana, który napisał 12-tomową oficjalną historię armii australijskiej w czasie I wojny światowej Official History of Australia in the War of 1914–1918, stanowi on „jedną z najważniejszych relikwii w Muzeum” i „jest hołdem wyrażonym 48 Batalionowi przez tych samych żołnierzy, z którymi oni walczyli”.

## Literatura przedmiotu
- Randal Gray: Kaiserschlacht 1918: The Final German Offensive. Osprey Publishing, 1991. ISBN 978-1855321571. Brak numerów stron w książce
- Leon Davidson: Zero Hour : The Anzacs On the Western Front. Melbourne, Australia: Text Pub., 2010. ISBN 978-1-921656-07-1. Brak numerów stron w książce